# Аеродром Пибор
Аеродром Пибор (: ) је ваздухопловно пристаниште код града Пибор у вилајету Џонглеј у Јужном Судану. Смештен је на 412 метара надморске висине и има полетно-слетну стазу дужине 1.097 метара.